# Ares (manhwa)
Pour les articles homonymes, voir Ares (homonymie).
Ares (떠돌이 용병 아레스, Tteodori yongbyeong areseu) est un manhwa en 26 volumes dessiné et écrit par Ryu Geum-chul et publié en Corée du Sud aux éditions BB Comics de 2001 à 2007. Il a commencé à être publié en France à la Japan Expo 2011 sous les éditions Booken Manga.

## Résumé
L'histoire se déroule dans un monde imaginaire, à la géographie détaillée au fur et à mesure du déroulement (on ne connait au début qu'un royaume appelé Chronos), à une époque similaire à la Rome antique. La trame se concentre sur quatre personnages, Ares et ses trois frères d'armes Baroona Michael et Gohu, qui s'enrôlent chez les mercenaires du Temple.
Nous suivons l'évolution de nos quatre compères au fil des combats. Leurs passés respectifs, plus atypiques les uns que les autres, les rendent touchants et mystérieux. 
En parallèle à ces affrontements se dessine une présentation des liens spécifiques existant ou ayant existé entre les différents protagonistes, qui évolueront eux aussi dans des dénouements émouvants voire sombres. L'apport de chaque personnages via son caractère et son style de combat fait de Ares un manhwa complet, avec une prédominance de la qualité (impressionnante) des mouvements et de la fluidité des combats. L'impression de vitesse, d'agilité et de puissance nous envahit à chaque confrontation, toujours plus sensationnelle.
Les ennemis rencontrés représenteront en effet des obstacles de plus en plus difficiles à franchir, et la complexité des liens entre tous les protagonistes se renforcera.

## Personnages

### Ares
Le personnage éponyme de cette histoire est l'apprenti du défunt Kiron, un célèbre épéiste du royaume de Chronos. Son véritable nom est Sébastien mais il perdit la mémoire en sautant d'une falaise pour échapper à un assassin alors qu'il n'avait que 4 ans. C'est d'ailleurs à cette occasion que Kiron le recueillit, après avoir tué l'assassin de la mère de Sébastien, juste avant qu'il ne lui ôte la vie également. C'est lorsque Kiron lui demanda son nom qu'il choisit de se nommer Ares, en référence au Dieu de la guerre.son nom se désigne toute forme de mort violente 
Grâce aux enseignements de son maître, Ares est très vite amené à faire couler le sang, mais uniquement dans des cas de légitime défense, à la suite de provocations en duel. Celles-ci s'avéraient initialement adressées à Kiron, mais il laissa le soin à Ares de se débarrasser de ceux qu'il estimait n'être pas dangereux.
La vie de notre héros prit un tout autre tournant le jour où l'épéiste aux yeux rouges tua Kiron, laissant Ares borgne. Il lui perça l'œil droit afin qu'il puisse se souvenir de cette blessure dans sa quête de vengeance. Ares ne révèlera à personne qui fut son maître pendant longtemps.
[...]
Le début de l'histoire se situe au moment de ses 18 ans, alors qu'il s'engage dans le Temple des Mercenaires du Pays de Chronos, en même temps que ses deux futurs camarades Baroona et Michael.
Dès le commencement, notamment lors de l'examen d'entrée qui consistait à affronter un mercenaire de rang B pendant trois minutes, il apparaît comme quelqu'un de simplet, espiègle mais doté d'un fort potentiel de combat et attachant. Bien évidemment, personne ne sait qui il est.
Son talent ne tarda pas à être révélé puisque dès la première mission, il affronta et défit le chef d'une milice de bandits, anciennement le général le plus fort et le plus respecté de l'armée de Chronos, non sans difficulté. Cet exploit le promut au statut de rang B du Temple des Mercenaires. Ses amis Baroona et Michael ne furent pas en reste notamment ce dernier qui montra toutes ses capacités contre un adversaire de renom, anciennement le plus redouté des mercenaires, Carnival. L'issue de leur combat et l'attitude de Michael laisse place à un questionnement sur ses intentions.
La suite de l'histoire révélera plus exactement le passé d'Ares tout en montrant ses talents de combattant contre des adversaires toujours plus coriaces.
Ares est un personnage drôle, loufoque, parfois inconscient, qui ne laisse pas insensible le lecteur. Il sait s'entourer d'amis et cette notion d'amitié est primordiale pour lui. Il respecte les guerriers qu'il affronte et montre de manière exacerbée ses sentiments, contrairement à Michael, tueur impassible et silencieux.
Ares est redoutable lors de combat du fait de sa rapidité et de son agilité. Il fait perdre à ses adversaires tout leur moyen tant il est insaisissable (« soit un faucon insaisissable ! »). Et puis il possède une force impressionnante bien qu'étant chétif.
Il tombera amoureux d'Ariadne, fille d'un Seigneur de Chronos, qui prendra un rôle particulièrement important lors de situations problématiques, grâce à ses sentiments envers elle.
Ares revêt en permanence un blouson avec un motif d'araignée dans le dos, présent de Kiron, et est en permanence accompagné d'un oiseau nommé "Food Emergency" (nourriture d'urgence) sur son casque ou son épaule. Il lui sera d'une aide précieuse lors de certains combats. Enfin, il recevra de la part de Michael une superbe épée que ce dernier a récupéré au Maître épéiste de Minos, après l'avoir défait.
Son unique objectif est de devenir plus fort et de tuer l'épéiste aux yeux rouges.

### Baroona
Il s'est engagé chez les mercenaires du Temple en même temps qu'Ares et il a participé à la même session d'examen d'entrée que lui. Il réussit d'ailleurs d'une manière originale puisqu'il esquiva tous les coups portés par son adversaire et le temps fut écoulé au moment où il allait passer à l'offensive.
À l'instar d'Ares, on s'aperçoit qu'il n'est pas un guerrier comme les autres et par conséquent monte en grade très rapidement. On découvre qu'il utilise une arme unique : deux dagues reliées entre elles par un câble en acier souple et résistant, nécessitant un maniement expert. On découvrira par la suite qu'il s'agît d'un héritage de son maître, seul utilisateur de cette arme.
Puis, il nous sera révélé que Baroona fut le champion en titre des fameux gladiateurs du pays de Daraak, duquel il s'échappa pour rejoindre Chronos. Il garde la trace de sa vie antérieure via le tatouage apposé dans le dos de tous les gladiateurs de Daraak. L'apogée du personnage de Baroona interviendra au beau milieu d'une guerre entre le pays de Chronos et l'alliance de Raddink, constituée de pays voisins.
Baroona est un personnage calme, gentil et peut-être perçu comme le personnage « tampon » au milieu de ses deux camarades aux comportements à l'extrême opposé. Perpétuel fumeur, il sait mener ses combats avec calme et intelligence. Il a le même âge qu'Ares, soit 18 ans et tremble d'envie de se battre lorsqu'on lui parle de Daraak, contrée qui lui a volé une partie de sa vie de liberté.

### Michael
Compagnon d'Ares et de Baroona, il participa à la même session d'examen d'entrée chez les mercenaires du Temple qu'eux. Il s'y distingua par la rapidité avec laquelle il envoya son adversaire au tapis : une seconde. Tout le monde comprit qu'il s'agissait de quelqu'un de très talentueux.
Tout comme ses acolytes, il prit une importance considérable dans les combats menés par les mercenaires puis par l'armée de Chronos (qui, en la personne du général puis Roi Icarus, en acheta les services), au point de devenir le « chouchou » de ses frères d'armes ainsi que d'Icarus lui-même. Ce dernier lui proposa d'ailleurs de devenir un de ses généraux à la suite d'un combat impressionnant contre un terrible adversaire. Il déclina l'offre.
Il a toujours une brindille dans la bouche, ce qui lui vaudra d'être reconnu (et appelé) à travers cette caractéristique. D'autre part, il est assez drôle de le voir systématiquement la remettre dans sa bouche alors même qu'elle en fut arrachée lors de l'affrontement en cours.
Au fil des chapitres, on se rend compte que Michael cache quelque chose sur son identité et ses véritables projets. Silencieux, il ne prend la parole que pour dire des choses précises et souvent menaçantes. On ne le voit quasiment jamais sourire. Il est cruel, ne laissant aucun survivant derrière lui. Cela contraste avec le comportement d'Ares qui, pour des raisons difficiles à comprendre, semble aimer Michael au point de le considérer comme un véritable ami.
Ce n'est qu'à la fin de la guerre contre l'alliance de Raddink qu'on apprend qui il est, et ses véritables desseins.

### Kiron
Maître épéiste de Chronos, aussi connu sous le nom de l'épéiste du vent. C'est le combattant le plus puissant de l'histoire du manhwa de Ryu Kum Chel. Son surnom provient du bruit que produit sa lame lorsqu'elle fend l'air.
Après avoir mené les armées de Chronos à la victoire, il se retira et profita de la rencontre avec Ares pour en faire son apprenti et briser sa solitude. Bien que froid et silencieux, il n'en reste pas moins très attaché à son élève et fera tout pour le protéger lorsque sa vie sera menacée.
Quelques années après avoir pris Ares comme élève, il perdit progressivement la vue, jusqu'à ce que sa cécité soit totale. C'est à ce moment-là qu'apparu l'épéiste aux yeux rouges, chasseur de têtes de grands épéistes et collectionneur de leurs armes. 
Malgré son infirmité, Kiron se défendit avec ardeur et prit même le dessus. Son adversaire usa de stratagèmes sournois, dont la présence d'Ares, pour arriver à ses fins en tuant le maître épéiste de Chronos.
Aujourd'hui encore, le simple fait de mentionner le nom de Kiron fait trembler.

### Épéiste aux yeux rouges
Il s'agit d'un épéiste sans scrupule dont le seul but est de parcourir le monde afin de tuer les grands combattants et de récupérer leurs armes. C'est un collectionneur extrêmement dangereux.
Il parvint notamment à tuer Kiron, Maître de Chronos, considéré comme le plus grand épéiste ayant jamais existé.
Il découle directement de la lignée du "Clan des yeux rouges" dont les membres possédaient, via cette caractéristique, une force et une aptitude au combat surhumaines. Ce clan fut anéanti en partie par les armées de Darrink craignant leur puissance.
Kiros a un grand frère qui se trouve être le Commandant des Chevaliers Noirs et qui par conséquent dirigea l'armée de l'alliance de Raddink contre Chronos. Cependant, il ne l'a jamais reconnu comme tel, considérant qu'il était trop faible.
L'unique objectif d'Ares est de le retrouver et de le tuer afin de venger Kiron.
Il vêt une toge noire à capuche, cachant de la sorte son visage. Il est ambidextre et possède un grand nombre d'armes collectionnées de chaque côté de sa taille. Il les utilise de manière experte lors de ses combats. Il est extrêmement fort et dangereux.
On découvrira par la suite qu'il a également un apprenti, Kirus, qui semble être sur la même voie que son maître, tant pour le talent que pour le peu d'importance accordée aux êtres humains.

### Gohu
Il s'agit du quatrième personnage formant avec Ares, Baroona et Michael le groupe de mercenaires-amis au centre de l'histoire. Ses caractéristiques principales sont : sa grande couardise que l'on peut qualifier de talent  qu'on retrouve dans son aptitude à faire le mort et à se camoufler aussi  sur les champs de bataille que sur les lieux combat restreints, et ses grands talents de dessinateur.
Le crâne rasé, la larme facile, il n'en est pas moins un des personnages attachant de l'histoire, et s’avérera très important dans la poursuite des aventures d'Ares avec qui il partagera une belle amitié.

### Cygnus
Du même âge qu'Ares, Cygnus se voit réserver une partie de la trame du manhwa. On y apprend comment, en étant le fils d'un général Daraakien décédé, il est devenu pauvre et abandonné. C'est dans ce contexte qu'il rencontra sa petite amie qu'il dut défendre contre un bataillon entier de soldat. Expert en maniement de la lance qu'il a hérité de sa mère, ses capacités intéressèrent le Commandant des Chevaliers Noirs qui lança ses dix meilleurs hommes (les dix capitaines des chevaliers noirs) pour le neutraliser, après qu'il eut décimé 150 soldats.
Entre les options de la vie et de la mort, Cygnus choisi donc de servir les Chevaliers Noirs et en devint le plus féroce guerrier, poussé par sa haine envers les Chronosiens ; haine que ses parents ont su développer chez lui dès son plus jeune âge. 
Cygnus est un ennemi très puissant dont le passé soulève des questions quant à son équilibre mental. Toutefois, il deviendra un personnage attachant et appréciable pour ses qualités de combattant mais également d'homme.
Son destin allait croiser celui d'Ares, et de Michael.

### Icarus
Lors de la guerre contre Minos, il fut le général qui mena l'armée à la victoire. C'est par ailleurs lors de ce conflit qu'il prit conscience de la puissance des mercenaires du Temple et donc de l'intérêt que cela suscitait. Ainsi, il les embrigada, moyennement finances, dans chaque bataille qu'il allait mener.
Grand stratège militaire, il combattit les Généraux-traitres du royaume de Chronos ayant pris le pouvoir en assassinant le Roi. À la tête d'une armée constituée de son régiment, fidèle, et des mercenaires, il parvint à les mettre en défaite. Les nobles de Chronos insistèrent pour qu'il monte sur le trône, ce qu'il fit, en devenant de la sorte le plus jeune Roi de l'histoire du royaume.
Intelligent, il est plus doué pour diriger une armée au combat que pour porter lui-même les armes. Il est très aimé des éléments de son régiment qu'il connait tous très bien.

### Ariadne
Fille d'un seigneur Chronosien, elle croisa Ares lors du passage des mercenaires dans sa cité. Il en devint amoureux. Bien qu'escortée en permanence par Hélèna, sa garde du corps redoutable (mais tout de même nettement moins forte que lui) il parvint à l'approcher et à lui avouer ses sentiments.
Lorsqu'elle fut prise en otage par la bande d'assassins d'élite de Minos, Ares, blessé, la protégea sans faire preuve de pitié dans le seul but qu'elle soit saine et sauve.
Après lui avoir reproché sa cruauté, Ariadne dut admettre qu'elle n'était en vie que grâce à lui, revint le soigner et le remercier sous l'impulsion d'Hélèna.
Elle aura également une importance cruciale dans la suite de l'histoire.
Précieuse, noble, il n'en est pas moins qu'Ariadne est une jeune femme courageuse, aimant Ares. Elle porte autour de son cou le pendentif qu'il lui a offert (pierre précieuse subtilisée par Michael au roi de Minos).